# Leopold III de Bèlgica
Leopold III de Bèlgica (Brussel·les, 3 de novembre de 1901 - 25 de setembre de 1983) va ser rei dels belgues des de 1934 fins a 1951.

## Origen
Primer fill mascle del rei Albert I de Bèlgica i de la duquessa Elisabet de Baviera nasqué l'any 1901 al Palau Reial de Brussel·les. El nounat era net, per via paterna, del príncep Felip de Bèlgica i de la princesa Maria de Hohenzollern-Sigmaringen i per via materna ho era del duc Carles Teodor de Baviera i de la infanta Maria Josepa de Portugal. L'any 1934, a l'edat de trenta-tres anys, arran de la mort sobtada del seu pare el succeí al tron belga.

## Regnat
Després de la mort del seu pare, Leopold accedí al tron de Bèlgica amb el nom de Leopold III. El seu regnat s'inicià el 1934. L'any 1935 morí la seva primera muller, la reina Àstrid de Suècia en un accident automobilístic. El 1939, en esclatar la Segona Guerra Mundial, Bèlgica es declarà neutral, però l'any següent fou envaït per les tropes nacionalsocialistes. Als divuit dies d'haver-se produït la invasió, el rei decidí la rendició del país als alemanys. Aquesta decisió fou àmpliament criticada pel Parlament, que s'enemistà amb el monarca.
El monarca va estar-se a Brussel·les fins a l'any 1944, quan fou deportat a Alemanya, primer a Hirschstein i després a l'austríaca de Strobl. Alliberat per les tropes nord-americanes l'any 1945 la difícil situació política belga i el descrèdit de la monarquia van obligar-lo a romandre a l'exili suís fins a l'any 1950.
Durant el període (1945 - 1950), la regència havia recaigut en mans del seu germà, el príncep Carles, i el país visqué immers en la crisi de la qüestió reial. L'actitud antidemocràtica i la simpatia per a un règim polític autoritari que Leopold III havia ostentat des dels anys 1930, després de la guerra van portar Bèlgica al límit d'una guerra civil amb aldarrulls i manifestacions antireials tot arreu al país. L'any 1950 se celebrà a Bèlgica un referèndum pel qual la monarquia fou acceptada com a forma d'estat. Malgrat tot, la majoria curta al referèndum de només 57,68% i hi havia una forta oposició de l'esquerra i de nombrosos sectors valons. Les protestes no es van calmar, i quan el 30 de juliol de 1950 quatre manifestants antileopoldistes van morir a Grâce-Berleur per les bales la gendarmeria (l'equivalent de la guardia civil a Espanya), l'endemà el pare de Josefina va abdicar i cedir el tron al germà petit Balduí. Sa filla gran, Josefina Carlota estava exclosa de la successió, per la Llei Sàlica que només va ser abolida el 1991.

## Descendència
L'any 1935 quedà vidu de la seva primera dona Àstrid de Suècia, filla del Carles de Suècia i Ingeborg de Dinamarca. Van tenir tres fills:
- Josepa Carlota nascuda a Brussel·les el 1927 i morta a Luxemburg el 2005. Es casà amb el gran duc Joan I de Luxemburg.
- Balduí nat a Brussel·les el 1930 i mort a Motril Granada l'any 1993. Es casà amb l'aristòcrata espanyola Fabiola de Mora y Aragón.
- Albert II nat a Brussel·les el 1934. Es casà amb l'aristòcrata italiana, princesa Paola Ruffo di Calàbria.

Durant la guerra es va tornar a casar amb Liliana Baels. La parella va tenir tres fills:
- Alexandre nascut el 1942 casat amb l'anglesa Inge Dora Wolman.
- Maria Cristina nascuda el 1951 Casada amb Paul Drake, del qual es divorcia per casar-se amb Jean Paul Gourgues.
- Maria Esmeralda nascuda el 1956. Casada amb l'hondureny Enrique Moncada.